# Desulfotomaculum aeronauticum
Desulfotomaculum aeronauticum è una specie di batterio appartenente alla famiglia delle Peptococcaceae.

## Descrizione
D. aeronauticum è un batterio strettamente anaerobico, mesofilo e tiosolfato-riduttore. Il batterio è in grado di sporificare; è bacilliforme e dotato di motilità.

## Distribuzione e habitat
D. aeronauticum è stato isolato da leghe di alluminio corrose provenienti da un aeroplano.